# Olena Stiajkina
Olena Viktorivna Stiajkina (ukrainien : Олена Вікторівна Стяжкіна), née le 25 février 1968 à Donetsk, est une femme historienne, enseignante et journaliste ukrainienne.

## Biographie
Elle fait ses études à l'université nationale de Donetsk où elle fut enseignante, fondatrice du mouvement  Déoccupation. Retour. Éducation . Enseignante entre 2015 et 2016 à l'Université d'État de Marioupol, puis, à partir de 2016 à l'Institut d’histoire de l’Ukraine.

## Écrits
- Zero point Ukraine : four essays on World War II Olena Stiazhkina  traduit de l'ukrainien par Svitlana Koulinska, Stuttgart.
- Love in defiance of pain : Ukrainian stories  édition Ali Kinsella et Zenia Tompkins, Ross Ufberg ; introduction  Adam Higginbotham, Dallas, Texas : Deep Vellum Publishing.
- Україна в епіцентрі протистояння світових систем (1939-1990), L’Ukraine à l’épicentre de la confrontation des systèmes mondiaux (1939-1990), non traduit.